# Vittorio Simonelli
Vittorio Simonelli (Arezzo, maggio 1860 – San Quirico d'Orcia, 9 febbraio 1929) è stato un geologo e paleontologo italiano.

## Biografia
Studiò scienze naturali presso l'Università di Pisa come allievo di Giuseppe Meneghini. Dal 1883 tenne lezioni di geografia fisica a Pisa, in seguito si recò a Monaco di Baviera dove nel 1888/89 studiò paleontologia con Karl von Zittel e August Rothpletz. Dal 1891 al 1895 fu assistente alla cattedra di geologia dell'Università di Bologna, poi si trasferì all'Università di Parma come insegnante di geologia e mineralogia.
Nel 1903 tornò a Bologna come insegnante di geologia presso la "Regia Scuola d'Applicazione per gli Ingegneri" e durante l'anno successivo assunse anche l'incarico di insegnante presso la "Regia Scuola Superiore di Agraria", sempre a Bologna. Nel 1904 Giovanni Capellini nominò Simonelli curatore del Museo Geologico dell'università. Durante la sua carriera viaggiò molto prendendo parte a spedizioni scientifiche in Italia, a Creta, Cefalonia, Podolia, Palestina, Galizia e Nord Africa.
Nel 1893 fu il primo ad identificare i resti di un elefante preistorico a Creta localizzati in tre grotte nei pressi della città di Retimo. Sempre a Creta scoprì i resti di un cervo preistorico che descrisse come Anoglochis cretensis.
Il minerale simonellite commemora il suo nome.

## Pubblicazioni
Fu l'autore di sessanta pubblicazioni tra le quali trattati sulla geologia del Monte Cetona, sui fossili de La Verna e la geologia di Candia. Fu anche editore della Rivista italiana di paleontologia. I seguenti sono alcuni dei suoi lavori più significativi:
- Il Monte della Verna e i suoi fossili, 1884.
- Terreni e fossili dell'isola di Pianosa nel mar Tirreno, 1889.
- Dei recenti studi geologici e paleontologici sul territorio senese, 1895.
- Antozoi neogenici del Museo Parmense, 1896.
- Candia: ricordi di escursione, 1897.
- Die marinen Ablagerungen auf Gran Canaria, 1898 (in tedesco, con August Rothpletz).
- Le fosforiti di Terra d'Otranto, 1919
- Cenni sopra alcuni giacimenti fosfatiferi della Galizia, della Podolia e della Palestina, 1919.[4]